# Maxime Godart
Maxime Alexander Godart (nascido em 2 de outubro de 1999) é um ator francês mais conhecido por interpretar Nicolas/Nicolau no filme Le Petit Nicolas.

## Biografia
Filho de Florence Godart e Alexandre Godart, Maxime Godart começou a tomar aulas de teatro no Centro Cultural de Noyondès aos oito anos de idade logo manifestou o desejo de passar em diferentes castings. Ele foi as audições para o elenco de Le Petit Nicolas após ver através de um anúncio enquanto navegava na internet. A equipe técnica estava lotada, mas o diretor Laurent Tirardlui preferiu outra criança antes de mudar de ideia algumas semanas mais tarde e atribui a Godart o papel principal de Nicolas.

## Filmografia
- 2009: Le Petit Nicolas - Nicolas
- 2009: Les Meilleurs Amis du Monde - Bruce
- 2019: Par un Regard (curta-metragem)

## Televisão
- 2010: Le Grand restaurant - Charles